# Вище неба (фільм, 2018)
«Вище неба» — американський науково-популярний фантастичний трилер 2018 року режисера Фулвіо Сестіто. Сценарист — Марк Портефілд; продюсер Мартін Меллул.
Світова прем'єра відбулася 6 серпня 2018 року; прем'єра в Україні — 28 січня 2021-го.

## Зміст
На 7-й день народження Кріса його мати, посварившись з батьком, йде з дому. І більше не повертається.
Батько полюбляє чарчину; він усе життя вселяв синові думку, що матір забрали інопланетяни. Уже дорослим Кріс вирішує присвятити своє життя розкриттю подібних викрадень. Разом із оператором Кріс їде на конвент, щоб поговорити з людьми, котрі пережили подібне. Там вони знайомляться з дівчиною Еліс — вона стверджує, що від віку семи років її викрадають кожні 7 років, і ось-ось її 28-й день народження.

## Знімались
- Раян Карнс — Кріс Нортон
- Джордан Гінсон — Емілі Рід
- Клод Дюгамель — Брент
- Мартін Сенсмейер — Кайл Блекберн
- Дон Старк — Білл Джонсон
- Петер Стормаре — Петер Нортон
- Ді Воллес — Лусіль
- Майкл Беньєр — Моріц